# Mendel Rosenbaum
Mendel Rosenbaum (* 1782 in Theilheim, Hochstift Würzburg; † 22. September 1868 in Zell am Main, Königreich Bayern) war ein deutscher orthodoxer Rabbiner und Wortführer der bayerischen Juden.

## Leben
Mendel Rosenbaum war der Sohn des Theilheimer Ortsrabbiners Izik Löb Rosenbaum. Er studierte den Talmud bis zum 18. Lebensjahr und wurde als Rabbiner ordiniert.
Rabbiner Abraham Bing, „mit dem er sehr befreundet war,“ vermittelte, dass Rosenbaum einen der ehemals ersten Schüler der Würzburger Jeschiwa als Privatlehrer für seine Kinder gewinnen konnte. „Wenn gleichwohl die desfallsigen Kosten in keinem Verhältnis zu seinem damaligen Vermögen standen, so achtete er gar nicht darauf, … Um den damals schon ausgezeichneten Mann Lazarus Bergmann als Lehrer für seine Kinder zu erhalten, deutete er ihm an, dass er dahin trachten werde, ihn später als Tochtermann ‚einzusetzen‘.“
Im Zuge der Hep-Hep-Krawalle 1819 waren viele Jeschiwastudenten und andere Juden aus Würzburg ins Umland geflohen, unter anderem nach Theilheim bei Werneck zu Rabbi Rosenbaum. Rosenbaum zog 1822 mit Familie und Bergmann ins säkularisierte Kloster Unterzell und gründete mit einigen der geflohenen Würzburger eine neue Gemeinde. Dort errichtete der Vieh- und Warenhändler einen Kolonialwarenhandel und eine Nagelschmiede.
Im August 1823 heiratete Bergmann in Zell Ricke (Rivke Cilla; 1806–1844), eine Tochter Mendel Rosenbaums. Ab 1825 leitete Bergmann die Nagelschmiede seines Schwiegervaters, nach seiner Alijah mit Frau und Kindern 1834 führte Rosenbaums ältester Sohn Nagelschmiedemeister Moses Rosenbaum sie fort. Zwei andere Söhne Rosenbaums, die Bergmann unterwiesen hatte, wurden ebenfalls Rabbiner, Elias Raphael Rosenbaum (in Zell a. M.; 1810–1886) und Jona Rosenbaum (1822–1894), Leiter der Talmudschule in Zell. Wie versprochen schrieb Bergmann seinem Schwiegervater von jeder Etappe über den Fortgang der Reise. In einer Mappe sammelte Rosenbaum die Briefe, die im Mai 1925 auf dem Dachboden in Zell wiederentdeckt und später von seinem Urururenkel als Buch veröffentlicht wurden. Von der Abreise bis zur Niederlassung in Jerusalem vergingen sieben Monate.
Die wirtschaftlichen Unternehmungen Rosenbaums in Unterzell zusammen mit der in Oberzell ansässigen Schnelldruckpressenfabrik von Koenig & Bauer waren ausschlaggebend für das ab 1833 erhaltene Marktrecht von Zell am Main. 1850 verwendete sich Rosenbaum erfolgreich bei der bayrischen Staatsregierung für die Zulassung von Geldsammlungen zu Gunsten von Bergmanns Kolel Holland weDeutschland.
Mendel Rosenbaum war dank guter Beziehungen zum Oberpräsidenten Graf Rehberg in Würzburg und dem Hofsekretär Theodor von Zwehl in München der Wortführer des unterfränkischen orthodoxen Judentums. Auf seine Initiative gingen die Wahl von Seligmann Bär Bamberger zum Distriktsrabbiner in Würzburg im Jahre 1840 und die Absetzung des Reformrabiners Neuburger im Jahre 1845 in Aschaffenburg zurück.
1854 erhielt Mendel Rosenbaum als Rabbiner beim bayrischen König Maximilian II. (1811–1864) eine Audienz und konnte in Verhandlungen erreichen, dass „sämtliche in neuester Zeit noch bestehenden, beschränkende Gesetze für den Handel der Israeliten hiesigen Landes aufgehoben“ wurden. In der Zeitschrift Der treue Zionswächter vom 22. September 1854 heißt es weiter: „Es hatte sich aber in dieser Angelegenheit, wie für sämtliche der Israeliten, der durch seine strenge Frömmigkeit, sowie durch seinen biederen, rechtschaffenen Charakter allseitig gekannte und geschätzte Herr Mendel Rosenbaum aus Zell bei Würzburg vorzüglich bemüht. Seine Majestät hat darauf vor Veröffentlichung dieser Gesetze durch Königliches Ministerium der dortigen Regierung es aufgegeben, dem Herrn Rosenbaum die persönliche Mitteilung zu machen, wie seinen Bestrebungen willfahrt und unter Anerkennung seiner desfallsigen Bemühungen und Verdienste das Geeignete alsbald erfolgen werde.“

## Ehrungen
Das Mendel-Rosenbaum-Haus in Zell ist nach ihm benannt.